# Jassa Ahluwalia
Jassa Ahluwalia (* 12. September 1990 in Coventry, West Midlands) ist ein britischer Film- und Fernsehschauspieler und Moderator.

## Leben
Jassa Ahluwalia wurde als Sohn eines aus Indien stammenden Vaters und einer britischen Mutter in Coventry geboren, wuchs jedoch in Oadby in der Grafschaft Leicester heran. Er und seine Schwester Ramanique wuchsen zweisprachig auf. So spricht er neben seiner Muttersprache Englisch auch noch fließend Panjabi, die Sprache, mit welcher sein Vater aufwuchs. Ahluwalia stammt direkt von Jassa Singh Ahluwalia ab, einem Geistlichen des Sikhismus des 18. Jahrhunderts.
Ahluwalia absolvierte das Beauchamp College in Oadby, welches er mit ausgezeichnetem Erfolg abschließen konnte. 2009 erwarb er mit dem The Prime Minister's Global Fellowship ein Stipendium, mit welchem er sechs Wochen in der Volksrepublik China verbrachte.
Ahluwalia wurde im Alter von 15 Jahren von einem Talentescout entdeckt, der ihn 2008, im Alter von 18 Jahren, zu seiner ersten Filmrolle, verhalf. In Journey to the Moon, einer Filmkomödie, die in seiner Geburtsstadt Coventry gedreht wurde, verkörperte er die Hauptrolle. Danach fokussierte er sich zunächst auf seine Schulausbildung am University College London, an welchem er Russisch und Spanisch erlernte.
Doch 2010 brach er die Universität nach nur einem Jahr ab und konzentrierte sich überwiegend auf die Schauspielerei. Im selben Jahr wurde er als Moderator für die britische Ausgabe der für Kinder konzipierten Sendung Art Attack verpflichtet. Er moderierte die Sendung nur eine Staffel, ehe er durch Lloyd Warbey ersetzt wurde.
Seit diesem Zeitpunkt stand Ahluwalia in einigen Miniserien und Fernsehfilmen vor der Kamera. So verkörperte er 2013 den jungen König David in der Miniserie Die Bibel. Im selben Jahr war er Gastdarsteller in der britischen Krimiserie Ripper Street.
Seit 2013 produziert Jassa Ahluwalia auch Kurzfilme.

## Filmografie (Auswahl)
- 2013: Die Bibel (The Bible)